# Грин, Эл (политик)
Александер «Эл» Грин (англ. Alexander "Al" Green; род. 1 сентября 1947, Новый Орлеан, Луизиана) — американский политический деятель, член Палаты представителей США от Техаса с 3 января 2005 года.

## Биография
Родился 1 сентября 1947 года в Новом Орлеане, штат Луизиана, США. Он учился в Флоридском университете A&M и Говардском университете. В 1973 году Грин получил степень доктора юридических наук в Школе права имени Тургуда Маршалла при Техасском Южном университете. В дальнейшем он был президентом Хьюстонской Национальной ассоциации содействия прогрессу цветного населения.
В 1977 году Грин был избран мировым судьёй в округе Харрис, штат Техас, пробыв на этом посту до 2004 года.

## Карьера
В 2004 году, после перераспределения избирательных округов, Грин победил действующего конгрессмена Криса Белла с перевесом в 35% на праймериз Демократической партии в 9-м избирательном округе Техаса.
В Конгрессе Грин уделяет особое внимание вопросам справедливых распределения жилья и практики найма для бедных и представителей меньшинств.
17 мая 2017 года Грин представил проекты документов об импичменте президента Дональда Трампа, сославшись на увольнение Трампом директора ФБР Джеймса Коми. Он вновь представил статьи об импичменте 16 июля 2019 года, но 17 июля Палата представителей проголосовала за то, чтобы отложить голосование по этому вопросу на неопределённый срок.
4 марта 2025 года во время обращения президента Дональда Трампа к совместному заседанию Конгресса в ответ на заявление Трампа о том, что его победа на президентских выборах 2024 года была «предоставлением ему мандата», Грин встал, указал тростью на трибуну и крикнул: «У вас нет мандата на сокращение программы Медикейд». После неоднократных перерывов в выступлении Грин был удалён из зала.

## Личная жизнь
Грин — баптист. В настоящий момент он находится в разводе.
В 2024 году Грин перенёс операцию на кишечнике.